# سرگی ریبالکا
سرگی ریبالکا (اوکراینی: Сергій Олександрович Рибалка؛ زادهٔ ۱ آوریل ۱۹۹۰) یک بازیکن فوتبال اهل اوکراین است.

## باشگاهی
از باشگاه‌هایی که در آن بازی کرده‌است می‌توان به اسلوان لیبرتس، دینامو کیف، تیم ملی فوتبال اوکراین، و باشگاه فوتبال سیواس‌اسپور اشاره کرد.